# Hydnophytum inerme
Hydnophytum inerme är en måreväxtart som först beskrevs av Charles Gaudichaud-Beaupré, och fick sitt nu gällande namn av Cornelis Eliza Bertus Bremekamp. Hydnophytum inerme ingår i släktet Hydnophytum och familjen måreväxter. Inga underarter finns listade i Catalogue of Life.